# Карло Леві
Карло Леві (італ. Carlo Levi, Турин, 29 листопада 1902 — Рим, 4 січня 1975) — італійський письменник і художник, відомий зокрема своєю антифашистською діяльністю.

## Життя і творчість
Леві виріс у відданому соціалістичному середовищі. Він вивчав медицину і рано брав участь у політичному та інтелектуальному житті. Після навчання він присвятив себе живопису і був членом туринської «Sei di Torino» (укр. Туринська шістка) у 1929 році. Невдовзі він заснував у Парижі антифашистський рух «Справедливість і свобода». Під час правління Муссоліні допомагав політичним біженцям покинути Італію, за що був кілька разів заарештований і ув'язнений. Після війни став редактором антифашистського журналу «Italia libera». У 1963 році був обраний до італійського парламенту як член Італійської комуністичної партії.
Як письменник, Леві зробив свій прорив, опублікувавши книгу «Cristo si è fermato a Eboli» (укр. Христос зупинився в Еболі, 1945), суміш автобіографії, репортажу та ліричних роздумів, дія якої розгортається в Луканії, нинішній Базилікаті, де він сам перебував як політичний вигнанець у 1935 році. Книга описує автономну, архаїчну селянську цивілізацію, модель для бідного італійського півдня, із запеклим звинуваченням дрібнобуржуазної моралі, уособленням якої є «подеста» (міська влада за часів фашизму).
Леві також зробив собі ім'я як есеїст. У своїх есеях він аналізує причини кризи західної цивілізації та відстоює право на індивідуальну свободу. Крім того, він неодноразово критикує порожні фрази політичних партій та їхній спрощений соціальний аналіз. Багато його творів мають форму своєрідного репортажу, іноді також у формі подорожнього щоденника.
Карло Леві помер у 1975 році у віці 72 років і похований в Аліано, в південному італійському регіоні Базиліката, в селі, де також значною мірою відбувається дія фільму «Cristo si è fermato a Eboli».